# Nesogordonia perrieri
Nesogordonia perrieri är en malvaväxtart som beskrevs av Arenes. Nesogordonia perrieri ingår i släktet Nesogordonia och familjen malvaväxter. Inga underarter finns listade i Catalogue of Life.